# 納爾遜紋胸鮡
納爾遜紋胸鮡，為輻鰭魚綱鯰形目鮡科的其中一種，為亞熱帶淡水魚類，分布於亞洲印度淡水流域，體長可達8公分，棲息在急流區底層水域，生活習性不明。

## 扩展阅读
維基物種上的相關：納爾遜紋胸鮡